# Genot

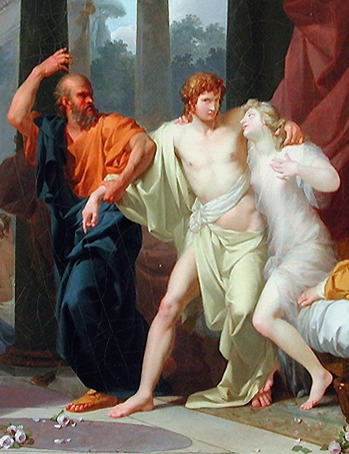
Socrates trekt Alcibiades uit de omhelzing van sensueel genot op een schilderij van Jean-Baptiste Regnault

Genot is een gemoedstoestand of emotie die een sterke positief voelende ervaring vormt, en kan bijvoorbeeld bestaan uit blijdschap, vermaak, plezier, extase of euforie. Genot refereert aan het plezier dat beleefd wordt aan een bepaalde lichamelijke, sensuele, emotionele of geestelijke ervaring. Het is echter moeilijk te definiëren, omdat de trigger van genot kan verschillen van persoon tot persoon.
Mensen ervaren genot als gevolg van zaken als iets smakelijks consumeren, seks of masturbatie, het luisteren naar leuke muziek, vormen van drugsgebruik (zie ook verslavingen), trots of voldoening, erkenning, en in sommige gevallen zelfs contradictief het ontvangen en toedienen van pijn. 
Genot kan in sommige contexten ook gedefinieerd worden als de vermindering of afwezigheid van pijn. Epicurus en zijn volgelingen definieerden het grootste genot als de afwezigheid van pijn. Voor Cicero – middels zijn personage Torquatus – was genot het grootste goed, en pijn het grootste kwaad. Arthur Schopenhauer vond plezier een negatieve sensatie, omdat het de gebruikelijke existentiële conditie van lijden tenietdoet.
Utilitarisme en hedonisme zijn filosofieën die het maximaliseren van respectievelijk het geluk en het genot, en het minimaliseren van lijden, beogen.

## Neurologie
Het genotscentrum is een verzameling hersenstructuren die verantwoordelijk is voor het vermogen tot het ervaren van genot in de mens. Het elektrisch stimuleren van de nucleus accumbens kan volgens bepaalde theorieën een gevoel van genot veroorzaken. Anderen denken dat het genotscentrum zetelt in het septum pellucidum. Bepaalde chemicaliën kunnen de genotscentra stimuleren, waaronder voornamelijk dopamine en diverse endorfines.